# مارفن وليامز (لاعب كرة قدم أمريكية)
مارفن وليامز (بالإنجليزية: Marvin Williams)‏ هو لاعب كرة قدم أمريكية أمريكي، ولد في 11 أكتوبر 1963 في سانتا روسا في الولايات المتحدة.